# Выборы губернатора Чукотского автономного округа (2000)
Выборы губернатора Чукотского автономного округа состоялись в Чукотском автономном округе 24 декабря 2000 года в период выборов глав регионов, одновременно с выборами депутатов Думы автономного округа. Победу одержал депутат Государственной думы и олигарх Роман Абрамович, набрав 90,61 % голосов — в настоящее время данный результат является самым высоким среди губернаторских выборов на Чукотке.
В дальнейшем выборы губернаторов в России были отменены, в период с 2005 по 2012 год главы субъектов РФ назначались законодательными органами регионов по представлению Президента России. Следующие выборы губернатора Чукотского автономного округа состоялись 8 сентября 2013 года.

## Проведение
До выборов 1996 года, главы областной администрации назначались Президентом Российской Федерации. Должность главы администрации Чукотского автономного округа с ноября 1991 года занимал Александр Назаров, ранее имея должность председателя Чукотского окружного исполкома. На губернаторских выборах 1996 года Назаров одержал победу, набрав 65,18 % голосов избирателей. В течение десятилетнего губернаторского срока Назарова на Чукотке произошёл резкий спад промышленного производства, уровня жизни и численности населения, было ликвидировано большинство рабочих посёлков. В октябре 2000 года, незадолго до губернаторских выборов Назаров был вызван на допрос в Федеральную службу налоговой полиции в связи с злоупотреблением служебным положением и совершением действий, связанных с налоговыми и финансовыми правонарушениями, в частности о долгах округа по «золотым кредитам» и невыплатах в бюджет таможенных и налоговых платежей в связи с закупками импортных нефтепродуктов по северному заводу.
22 апреля 2000 года Дума Чукотского автономного округа приняла закон № 35-ОЗ «О выборах Губернатора Чукотского автономного округа» о назначении даты выборов на 24 декабря.
30 октября 2000 года депутат Государственной думы и бизнесмен Роман Абрамович был зарегистрирован кандидатом в губернаторы Чукотки, инициативная группа которого собрала 1007 подписей избирателей, наряду с генеральным директором Международного тендерного центра Сергеем Цыплаковым. Подписи в окризбирком также сдали действующий губернатор Чукотского автономного округа Александр Назаров, заведующий лабораторией Научно-исследовательского центра «Чукотка» ДВО РАН Владимир Етылин, вице-губернатор Чукотки по экономике Светлана Троцинская, предприниматель Александр Попов.
По данным социологических опросов, Абрамович пользовался поддержкой 40 % избирателей, Назаров — 21,9 %, Цыплаков — чуть больше 10 %, в то время, как оставшиеся кандидаты могли рассчитывать не более чем на 2 % голосов.
Вскоре, 16 декабря 2000 года, ровно за неделю до выборов Александр Назаров без объяснений каких-либо причин снял свою кандидатуру, несмотря на недавние заявления о намерениях «бороться честно и до конца». Вероятной причиной отказа губернатора от участия в выборах называется бесперспективность дальнейшей борьбы, оценив рейтинги своего главного конкурента. Незадолго до выборов свои кандидатуры также сняли Светлана Троцинская и Александр Попов, объяснив своё решение тем, что предвыборная кампания «ведётся грязными методами, с использованием прямого подкупа избирателей и местных чиновников».
Накануне выборов, 23 декабря губернатор Чукотки Александр Назаров объявил о введении чрезвычайного положения в связи с бушующими на арктическом полуострове снежными метелями и шквальным ветром. Из-за удалённости населённых пунктов и бездорожья, выборы губернатора Чукотки во многих районах начались досрочно. Явка избирателей Чукотки на выборах 2000 года была выше 65 %, на уровне проходивших в марте президентских выборов. Наибольшая активность была отмечена в Чукотском районе, где проголосовало 79,2 % избирателей.

## Кандидаты
| Кандидат            | Деятельность/должность (на момент выдвижения)                                                                                              | Субъект выдвижения                 | Статус                                |
| ------------------- | --- | ---------------------------------- | ------------------------------------- |
| Роман Абрамович     | депутат Государственной думы III созыва от Чукотского автономного округа, член Совета директоров ОАО «Сибнефть»                            | выдвинут группой граждан           | зарегистрирован                       |
| Владимир Етылин     | заведующий лабораторией Научно-исследовательского центра «Чукотка» ДВО РАН                                                                 | выдвинут группой граждан           | зарегистрирован                       |
| Александр Назаров   | действующий губернатор Чукотского автономного округа                                                                                       | «Единство»                         | снял кандидатуру 16 декабря 2000 года |
| Александр Попов     | генеральный директор АО «Ново-Мариинск» | выдвинут группой граждан           | снял кандидатуру 7 декабря 2000 года  |
| Светлана Троцинская | начальник департамента экономики администрации Чукотского автономного округа, первый заместитель губернатора Чукотского автономного округа | выдвинута группой граждан          | сняла кандидатуру 6 декабря 2000 года |
| Сергей Цыплаков     | генеральный директор «Московского международного тендерного центра»                                                                        | Народно-патриотический союз России | зарегистрирован                       |

## Результаты
| Место                       | Место                       | Кандидат                    | Голосов | %       |
| --------------------------- | --------------------------- | --------------------------- | ------- | ------- |
|                             | 1.                          | Роман Абрамович             | 26 674  | 90,61 % |
|                             | 2.                          | Владимир Етылин             | 944     | 3,21 %  |
|                             | 3.                          | Сергей Цыплаков             | 219     | 0,74 %  |
| Против всех                 | Против всех                 | Против всех                 | 1074    | 3,65 %  |
| Действительных бюллетеней   | Действительных бюллетеней   | Действительных бюллетеней   | 28 911  | 98,21 % |
| Недействительных бюллетеней | Недействительных бюллетеней | Недействительных бюллетеней | 528     | 1,79 %  |
| Явка                        | Явка                        | Явка                        | 29 439  | 100 %   |
| Общее число избирателей     | Общее число избирателей     | Общее число избирателей     | 43 583  |         |